# Capitalism Magazine
Capitalism Magazine är en webbtidning som underhålls av Mark Da Cunha och ägnad åt att rekommendera oreglerad kapitalism. Principen han förespråkar kommer från ortodox tolkning av Ayn Rands filosofi objektivismen. Flera relaterade webbplatser drivna av magasinet, som Capitalism.org, ägnas åt att förklara hennes idéer genom icke-objektivister som Daniel Pipes, Thomas Sowell, Walter Williams och andra som bidrar med artiklar till deras publikationer. Capitalism Magazine sponsrar också andra webbplatser som AbortionIsProLife.com baserade på sakfrågor. Magasinet är vänligt inställt till Ayn Rand Institute, och flera av medlemmar av Ayn Rand Institute som Leonard Peikoff, Harry Binswanger, Andrew Bernstein och Yaron Brook bidrar med material till Capitalism Magazine och anknutna sajter. De två gruppernas positioner överlappar varandra i hög grad.
Webbplatsen säger sig representera en kapitalistisk ideologi och använder termen "kapitalism" i en väldigt specifik mening: enligt sidan är många som beskriver sig som kapitalister (nämnsvärt amerikanska konservativa) inte "kapitalister" eftersom de inte stödjer en helt oreglerad (laissez faire) kapitalistisk ekonomi och motsätter sig rätt till abort. Capitalism.org pekar också ut libertarianer som antikapitalister på grund av deras anarkistiska flygel och upplevt förakt för filosofi.
Magazinet finansieras delvis via gåvor från Paypal, vilket är frivilligt för läsarna. Ytterligare inkomster kommer från Google-reklam.